# Akane Saitō
Akane Saitō (jap. 齊藤 あかね, Saitō Akane; * 12. Januar 1993 in Saitama) ist eine japanische Fußballspielerin.

## Karriere

### Verein
Sie begann ihre Karriere bei TEPCO Mareeze. 2011 folgte dann der Wechsel zu Urawa Reds Ladies. Sie trug 2014 zum Gewinn der Nihon Joshi Soccer League bei. 2015 folgte dann der Wechsel zu AC Nagano Parceiro Ladies.

### Nationalmannschaft
Mit der japanischen U-17-Nationalmannschaft qualifizierte sie sich für die U-17-Weltmeisterschaft der Frauen 2008. Mit der japanischen U-20-Nationalmannschaft qualifizierte sie sich für die U-20-Weltmeisterschaft der Frauen 2010.
Saitō wurde 2011 in den Kader der japanischen Nationalmannschaft berufen und kam bei der Algarve-Cup 2011 zum Einsatz. Saitō absolvierte ihr erstes Länderspiel für die japanischen Nationalmannschaft am 9. März gegen Schweden.

## Errungene Titel
- Nihon Joshi Soccer League: 2014